# جانينا تولين
جانينا تولين (بالألمانية: Janina Toljan)‏ مواليد 27 مارس 1990 في لينتس، هي لاعبة كرة مضرب نمساوية. أعلى تصنيف لها في الفردي كان 437. أعلى تصنيف لها في الزوجي كان 458.

## النهائيات

### الفردي
| الحصيلة | الرقم | التاريخ       | الدورة                  | الأرضية | المنافس         | النتيجة       |
| ------- | ----- | ------------- | ----------------------- | ------- | --------------- | ------------- |
| الوصافة | 1.    | 27 أغسطس 2007 | بورتشاتش، النمسا        | ترابية  | هانا نوني       | 1–6, 6–4, 1–6 |
| الوصافة | 2.    | 5 مايو 2008   | موستار، البوسنة والهرسك | ترابية  | جوانا كونتا     | 3–6, 6–3, 4–6 |
| الفوز   | 1.    | 8 فبراير 2010 | إيلات، إسرائيل          | صلبة    | يانا كابلوفا    | 6–1, 6–2      |
| الوصافة | 3.    | 18 يونيو 2012 | ألكمار، هولندا          | ترابية  | كريستينا كوكوفا | 3–6, 4–6      |

## روابط خارجية
- جانينا تولين على موقع رابطة محترفات التنس (الإنجليزية)
- جانينا تولين على موقع الاتحاد الدولي لكرة المضرب (الإنجليزية)